# البنك الإسلامي الأردني
تأسس البنك الإسلامي الأردني عام 1978، حيث يعتبر أول بنك إسلامي يؤسس في الأردن على يد الدكتور سامي حسن حمود. وفي عام 2000، تم استبدال قانون البنك الخاص الذي كان البنك يعمل بموجبه بقانون جديد حوى فصل خاص بالبنوك الإسلامية والقضايا الرقابية الخاصة بها.
يمتلك البنك حالياً شبكة تتكون من 75فرعاً و28 مكتباً مصرفياً، ومكتب خدمات في المخازن الحدودية (بوندد)، إضافة إلى العمل كوسيط مالي في سوق عمان المالي من خلال شركة سنابل الخير للاستثمارات المالية المملوكة للبنك. ويعمل لدى البنك 2000 موظف. كما ترتبط أجهزة الصراف الآلي العائدة للبنك والبالغ عددها 200 بأجهزة الصراف الآلي العائدة للبنوك الأردنية الأخرى والبالغ عددها 850 جهاز، وذلك من خلال شبكة المدفوعات الوطنية الأردنية وشبكة الفيزا العالمية المنتشرة في مختلف أرجاء العالم.
يبلغ مجموع أرصدة الأوعية الادخارية لدى البنك من مجموع ودائع العملاء لدى البنوك العاملة في الأردن حوالي 10.3% ووصل مجموع أرصدة التمويل والاستثمار لدى البنك من مجموع التسهيلات الائتمانية المباشرة للبنوك العاملة في الأردن ما نسبته حوالي 10.9%أما مجموع الموجودات لدى البنك إلى مجموع موجودات البنوك العاملة داخل الأردن فبلغت ما نسبته7.3% وذلك كما في 31/12/2008.
كما يقوم البنك بأعمال وخدمات مصرفية واستثمارية وتمويلية وفق أحكام الشريعة الإسلامية ويمتلك البنك مجموعة مميزة من الأعمال يقدم من خلالها خدمات ومنتجات شاملة تتراوح ما بين المرابحة والمشاركة والمضاربة والإجارة المنتهية بالتمليك والبيع بالتقسيط، وكذلك الاستثمار في العقارات من خلال شراء الأراضي والعقارات المشغولة المطورة لأغراض البيع لاحقاً أو التأجير للزبائن.
ويتمتع البنك بسجل أداء ناجح منذ تأسيسه، وقام بتوزيع أرباح على المساهمين خلال السنوات العشر الأخيرة بما يعادل 186% من رأس المال، منها 129% أسهم مجانية و57% أرباح نقدية.